# 皮奥伊州布雷若
皮奥伊州布雷若（葡萄牙語：Brejo do Piauí）是巴西皮奥伊州的一个市镇。总面积2212.932平方公里，总人口3201人，人口密度1.4人/平方公里。